# 髙津昌昭
髙津 昌昭（たかつ まさあき、1986年9月5日 - ）は、一般財団法人関西棋院所属の囲碁棋士。長野県長野市出身。立命館大学法学部卒業。

## 略歴
小学校1年の時実家の敷地内にある囲碁道場で祖母の知己から囲碁を教わる。第18回全国少年少女囲碁大会、小学生の部で7位。中学校1年生より中学校3年生まで院生。高校生時代、全国高校囲碁選手権大会で27-29回優勝。大学時代、全日本学生本因坊決定戦優勝（2回生）全日本学生囲碁王座戦優勝（3回生）全日本大学囲碁選手権（52・53回）立命館大学主将として優勝。
2011年2月一般財団法人関西棋院入段。令和2年7月2段。